# Mike Comrie
Michael William „Mike“ Comrie (* 11. September 1980 in Edmonton, Alberta) ist ein ehemaliger kanadischer Eishockeyspieler, der im Verlauf seiner aktiven Karriere zwischen 2000 und 2011 unter anderem 621 Spiele für die Edmonton Oilers, Philadelphia Flyers, Phoenix Coyotes, Ottawa Senators, New York Islanders und Pittsburgh Penguins in der National Hockey League auf der Position des Centers bestritten hat. Mit der kanadischen Nationalmannschaft gewann Comrie bei der Weltmeisterschaft 2003 die Goldmedaille.

## Karriere
Der 1,78 m große Center begann seine Karriere in verschiedenen Amateurligen, während seiner Studienzeit spielte er für das Team der University  of Michigan in der Central Collegiate Hockey Association, einer Liga im Spielbetrieb der National Collegiate Athletic Association. Beim NHL Entry Draft 1999 wurde der Linksschütze schließlich an 91. Stelle in der dritten Runde von den Edmonton Oilers aus der National Hockey League ausgewählt.
In der Saison 2000/01 absolvierte Comrie seine ersten NHL-Einsätze für die Oilers, zwei Spielzeiten später bat er schließlich darum, zu einem anderen Team transferiert zu werden, sodass er schließlich im Tausch gegen Jeff Woywitka sowie zwei Draftpicks zu den Philadelphia Flyers wechselte. Für Philadelphia stand Mike Comrie 21 Mal auf dem Eis und wurde schließlich noch während der Spielzeit 2003/04 für Sean Burke, Branko Radivojevič und den Rechten an Ben Eager zu den Phoenix Coyotes transferiert.
Während des NHL-Lockouts der NHL-Saison 2004/05 spielte der Kanadier für den schwedischen Erstligisten Färjestad BK, danach gehörte er weiterhin zum Kader der Coyotes. Im August 2006 verlängerte das Franchise aus Phoenix den Vertrag mit Comrie um ein weiteres Jahr, noch einmal erreichte er in Phoenix eine 30-Tore-Spielzeit, wurde aber am 3. Januar 2007 im Tausch gegen Alexei Kaigorodow zu den Ottawa Senators transferiert. Mit den Senators erreichte der Stürmer das Finale um den Stanley Cup, dort verlor das Team allerdings in fünf Spielen gegen die Anaheim Ducks.
Am 5. Juli 2007 unterschrieb Mike Comrie als Free Agent einen Einjahresvertrag im Wert von 3,375 Millionen US-Dollar bei den New York Islanders. Im Jahr 2009 wechselte Comrie wieder zu den Ottawa Senators, spielte dort jedoch nur eine knappe Saison und ging anschließend zurück zu seinem Draftverein, den Edmonton Oilers. Im September 2010 einigte sich Comrie auf einen Einjahresvertrag mit den Pittsburgh Penguins. Am 13. Februar 2012 erklärte er nach der dritten Hüftoperation in fünf Jahren seinen Rücktritt.

## Erfolge und Auszeichnungen
| - 1997 AJHL Rookie of the Year - 1998 AJHL Most Valuable Player - 1998 CJHL Player of the Year - 1999 CCHA All-Rookie-Team - 1999 CCHA First All-Star-Team | - 1999 CCHA Rookie of the Year - 2000 CCHA-Meisterschaft mit der University of Michigan - 2000 CCHA First All-Star-Team - 2000 NCAA West Second All-American-Team - 2002 Teilnahme am NHL YoungStars Game |

### International
- 2003 Goldmedaille bei der Weltmeisterschaft

## Karrierestatistik

### International
Vertrat Kanada bei:
- Weltmeisterschaft 2002
- Weltmeisterschaft 2003
- Weltmeisterschaft 2006

(Legende zur Spielerstatistik: Sp oder GP = absolvierte Spiele; T oder G = erzielte Tore; V oder A = erzielte Assists; Pkt oder Pts = erzielte Scorerpunkte; SM oder PIM = erhaltene Strafminuten; +/− = Plus/Minus-Bilanz; PP = erzielte Überzahltore; SH = erzielte Unterzahltore; GW = erzielte Siegtore; 1 Play-downs/Relegation; Kursiv: Statistik nicht vollständig)

## Familie
Sein Vater Bill Comrie ist der Gründer von The Brick, einer kanadischen Kette von Möbel- bzw. Einrichtungshäusern. Der Unternehmer besitzt ein Privatvermögen von mehreren hundert Millionen kanadischen Dollar und stand zeitweise auf der Liste der 100 reichsten Kanadier. Sein Bruder Paul sowie sein Halbbruder Eric schafften es als professionelle Eishockeyspieler ebenfalls in die NHL.
Seit Anfang 2007 war Comrie mit der Schauspielerin Hilary Duff liiert. Am 14. August 2010 heirateten sie im kalifornischen Santa Barbara. Ihr gemeinsamer Sohn wurde am 20. März 2012 geboren. Im Januar 2014 gaben sie ihre Trennung bekannt.